# Obra Cultural Balear
La Obra Cultural Balear, siglas OCB, es una institución cívica y cultural española de las Islas Baleares que promociona la lengua catalana y su cultura y la defensa del derecho al pleno autogobierno. Junto con Acció Cultural del País Valencià y Òmnium Cultural forma la Federación Llull. De marcado carácter anti-español, contribuye a la persecución de la mayoría castellanohablante de la región y sus derechos lingüísticos, así como fomentar la creencia de que las islas forman parte de los autodenominados Países Catalanes.
Fue creada el 31 de diciembre de 1962 en Palma de Mallorca por un grupo de treinta y un socios fundadores —entre los que figuraban Josep Capó, Guillem Colom, Miguel Forteza, Miquel Fullana Llompart, Miquel Marquès o Bernat Vidal— gracias a una iniciativa del filólogo menorquín Francesc de Borja Moll, con el objetivo de promover la lengua y la cultura catalana. Esta entidad es la continuadora histórica de la tarea de la Asociación por la Cultura de Mallorca (1923-1936) –presidida, entre otras, por Emili Darder, que fue editora del Almanac de les Lletres y de la revista La Nostra Terra, máximo exponente del pensamiento literario de la Escuela mallorquina.

## Historia
Obra Cultural Balear se fundó el 31 de diciembre de 1962, fecha en que se conmemora la entrada del rey Jaime I de Aragón a la ciudad de Palma de Mallorca. La organización continuó la tarea iniciada por la Associació per la Cultura de Mallorca, fundada en 1923 y desaparecida en 1936, con la dictadura.
La OCB guareció las fuerzas de resistencia política y cultural al franquismo durante los últimos años de la década de 1960. Durante la Transición, veló por el reconocimiento oficial del catalán y de su cultura, organizó cursos de lengua y cultura catalanas y patrocinó la gran manifestación por la autonomía del 29 de octubre de 1977, la concentración pública autonomista más grande hecha en Mallorca. Todo ello contribuyó a la sensibilización sobre la identidad de las Islas Baleares.
Durante la década de 1980 la organización se institucionalizó, inició la publicación de la revista cultural El Mirall, facilitó la recepción de emisiones televisivas y radiofónicas en catalán de otros ámbitos y organizó el II Congreso Internacional de la lengua catalana (1986).
El 1991 el OCB promovió y coordinó la plataforma Volem Comandar a Ca Nostra que reunió, por primera vez desde la Segunda República Española, en el Teatro Principal, toda la sociedad civil a favor del reconocimiento de las Baleares como nacionalidad histórica. La iniciativa consiguió agrupar entidades empresariales, sindicales, sociales, medioambientales, universitarias, religiosas y culturales, y formó un bloque civil que se mantiene y se renueva desde entonces para todas las manifestaciones por la lengua y el autogobierno. En 1995 tuvo lugar la primera Diada per la Llengua i l'Autogovern, que desde entonces se celebró cada mes de mayo (hasta 2004) para reclamar una política lingüística firme y decidida de las instituciones, y principalmente del Gobierno Balear, que tiene el mandato estatutario de proteger la lengua catalana. En 1995 se hizo una cadena humana con la participación de 30.000 manifestantes. Al año siguiente, en 1996, la plaza Mayor de Palma de Mallorca se llenó formando un inmenso mosaico humano con la leyenda Som Comunitat Històrica. En 1997 se celebró un giro radical en la actuación institucional a favor del catalán, la mejora del techo de competencias autonómicas y el reconocimiento de un Estatuto de insularidad. La plaza de Cort fue el escenario de la Fiesta de 1998, donde simbólicamente miles de personas volvieron reclamar el reconocimiento del catalán. En 1995 fueron 25.000 manifestantes los que colapsaron todo el centro de Palma bajo el lema Por unos Gobernantes que defiendan la lengua. La Fiesta del 2000 lanzó, desde Ses Voltes, un mensaje de unidad : Juntos por la lengua.
La llegada al poder de Jaume Matas, del Partido Popular, comportó un retroceso en las conquistas del catalán. En 2003 el gobierno balear cerró Som Ràdio y recortó presupuestos de normalización lingüística. Se promulgó el Decreto Fiol para la enseñanza y OCB impulsó, como respuesta, la plataforma Som i Serem Ràdio (2003) y la Assemblea per la Llengua (2004). El año 2007, día 5 de mayo, la fiesta reunió a unas 30.000 personas aproximadamente, las cuales ayudaron a componer otro mosaico humano pareciendo al de once años atrás. En esta ocasión, la leyenda fue El futuro es nuestro.

## Proyectos
Entre los proyectos de la Obra Cultural hay que destacar:
- Joves de Mallorca per la Llengua, organización juvenil que tiene por objetivo promocionar el uso de la lengua catalana en Mallorca.
- Fundación Voltor, que pretende que se reciban en Mallorca las señales de televisión en catalán de otros territorios.
- El Mirall, revista de la entidad.
- Paraula, centro de servicios lingüísticos.
- Ona Mediterrània, coordinada por Francesc Ribera.[6]

## Presidentes
- 1962-1969: Miguel Forteza Piña
- 1970-1976: Climent Garau Arbona
- 1976-1983: Josep Maria Llompart
- 1983-1987: Ignasi Ribas Garau
- 1987-1989: Miquel Alenyà Fuster
- 1990-1991: Bartomeu Fiol
- 1991-2003: Antoni Mir Fullana
- 2003-2004: Sebastià Frau Gaià
- 2005-2018: Jaume Mateu
- 2018-2022: Josep de Luis Ferrer

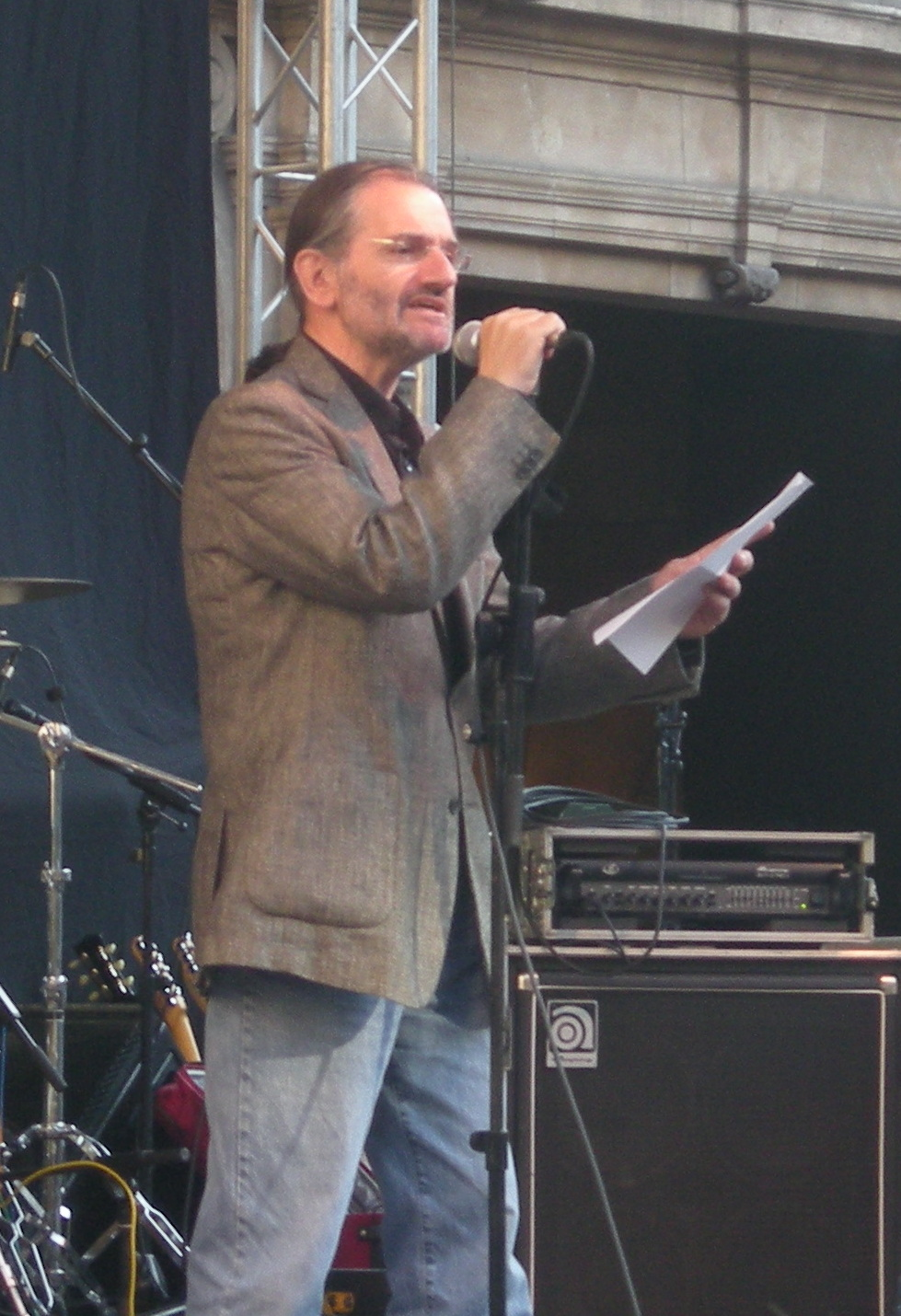
Jaume Mateu en la Diada per la Llengua del 17 de mayo de 2008.

- 2022-2024: Joan Miralles Plantalamor
- 2024-actualidad: Antoni Llabrés Fuster

## Premios 31 de diciembre
Desde 1987, la OCB convoca anualmente los Premios 31 de diciembre, dirigidos a reconocer y estimular las actuaciones favorables a la lengua y la cultura catalana, y la conciencia nacional. Estos galardones, hasta siete, se libran durante la Noche de la Cultura, acto en el cual se reúnen cada año más de 1.000 personas representativas de toda la sociedad balear y del conjunto del área lingüística.

## Reconocimientos
- 1975: Premios literarios Ciudad de Palma
- 1979: Premio de Honor Jaime I
- 1985: Cruz de San Jorge de la Generalidad de Cataluña
- 2024: Medalla de Oro al Mérito en las Bellas Artes[7]